# Ацате
Ацате (итал. Azzate) је насеље у Италији у округу Варезе, региону Ломбардија.
Према процени из 2011. у насељу је живело 4443 становника. Насеље се налази на надморској висини од 327 м.

## Становништво
Према резултатима пописа становништва 2011. у општини је живело 4.554 становника.
| 1931. | 1936. | 1951. | 1961. | 1971. | 1981. | 1991. | 2001. | 2011. |
| ----- | ----- | ----- | ----- | ----- | ----- | ----- | ----- | ----- |
| 1.939 | 1.965 | 2.346 | 2.949 | 3.338 | 3.655 | 3.712 | 3.820 | 4.554 |